# Ford Thames 400E
Ford Thames 400E — комерційний автомобіль, виготовлений компанією Ford UK і представлений у 1957 році. Виробництво цієї серії тривало до вересня 1965 року, до того часу було виготовлено 187 000 автомобілів. Реклама моделі включала наймання гурту Сай Лорі для створення рекламного короткометражного фільму «Band Wagon» у 1958 році, який зберігається в «Колекції фільмів і відео Форда» в Національному музеї автомобілів в Больє.

## Історія

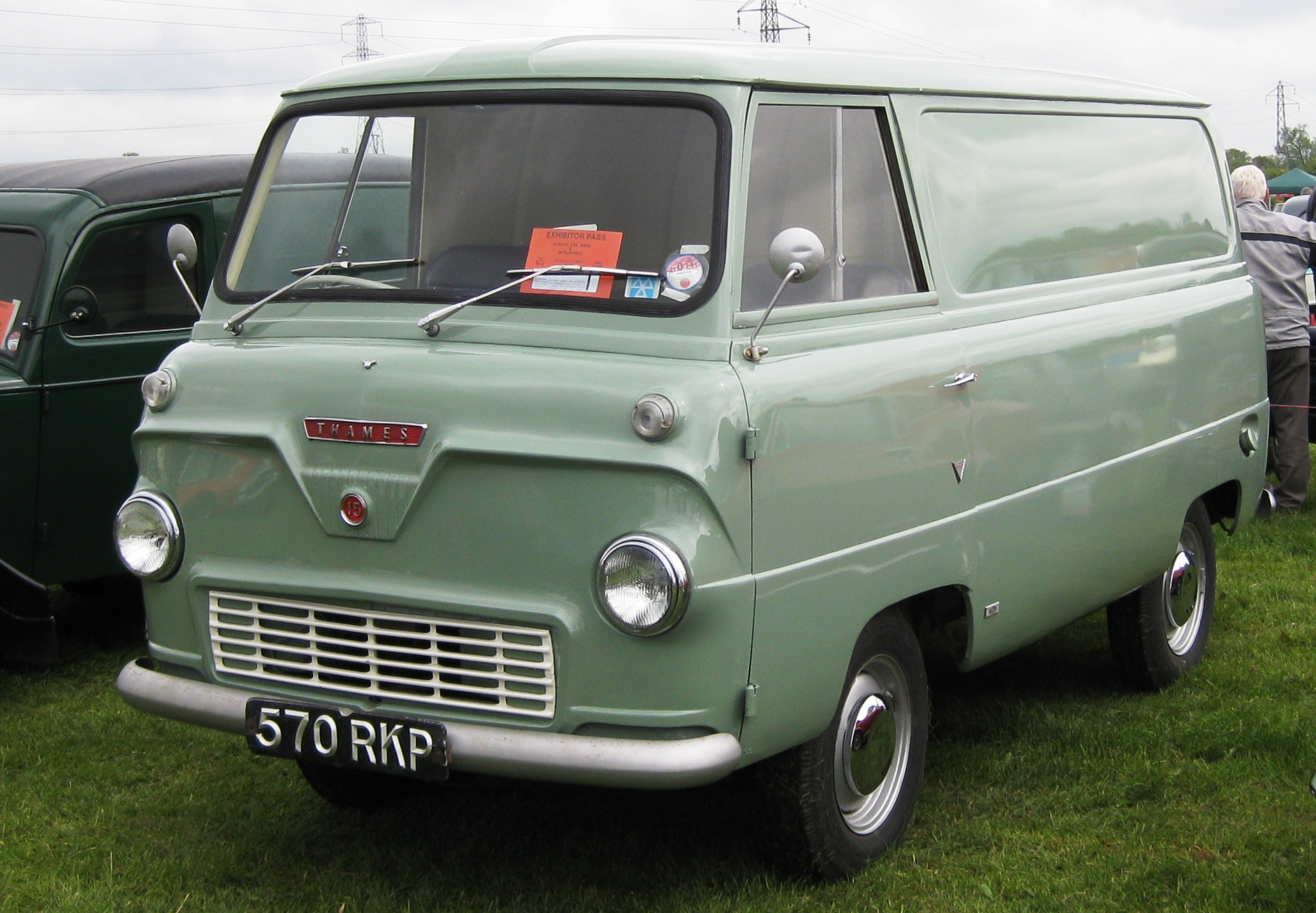

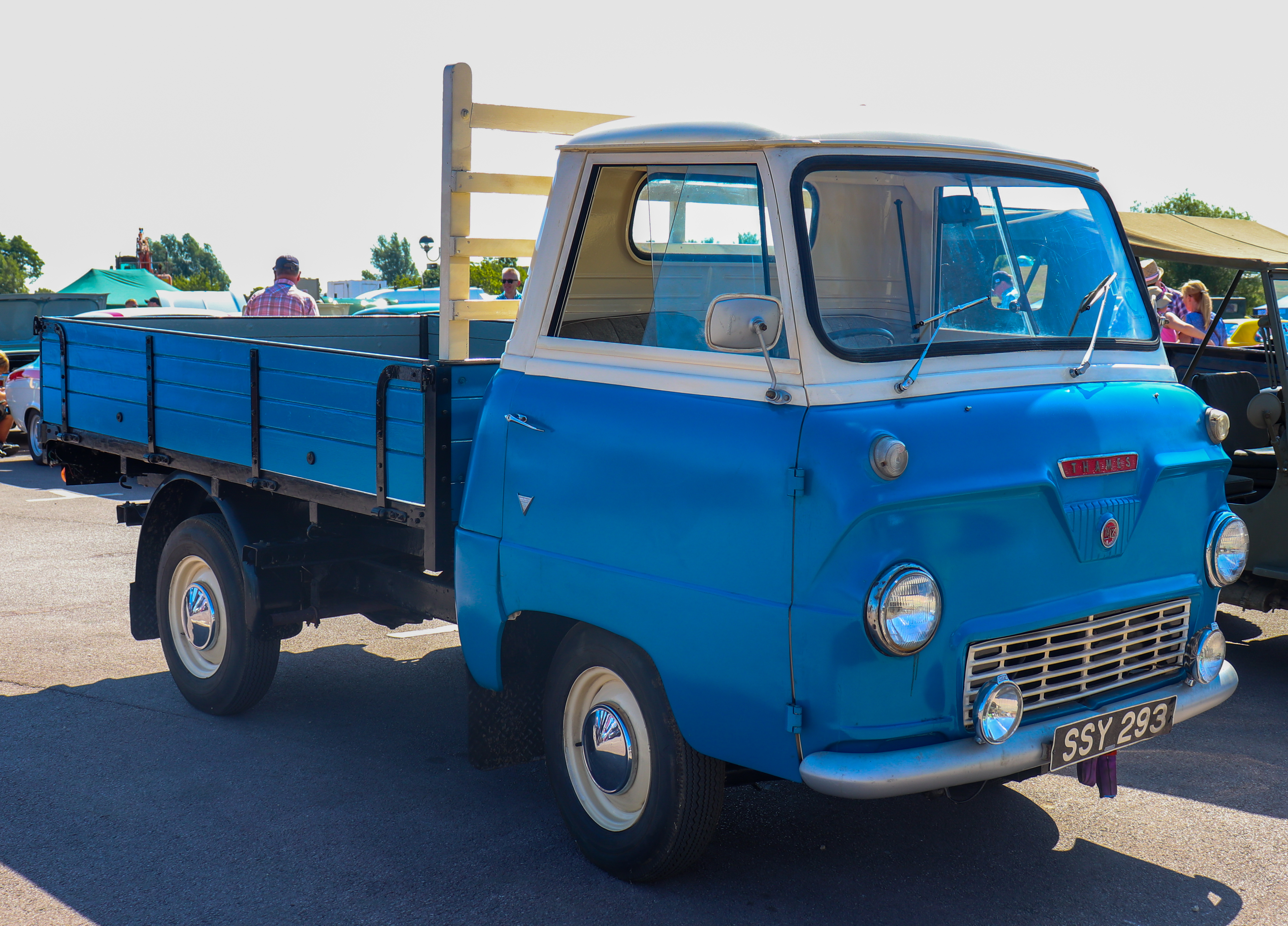
Ford Thames 400E

До середини 1950-х років Ford значно відставав від конкурентів на ринку легких комерційних автомобілів. Модель, яка все ще пропонувалася до 1957 року, була надійним, але застарілим Fordson E83W, випущеним у 1938 році. Тому були проведені дослідження конкуренції в цьому секторі, з моделями Morris Commercial 10 cwt і 15/20 cwt, довоєнної конструкції; Austin 10 cwt, а пізніше їх 25 cwt; фургон Trojan 15 cwt; і модель Bedford 10/12 cwt, які прибувають на розгляд.

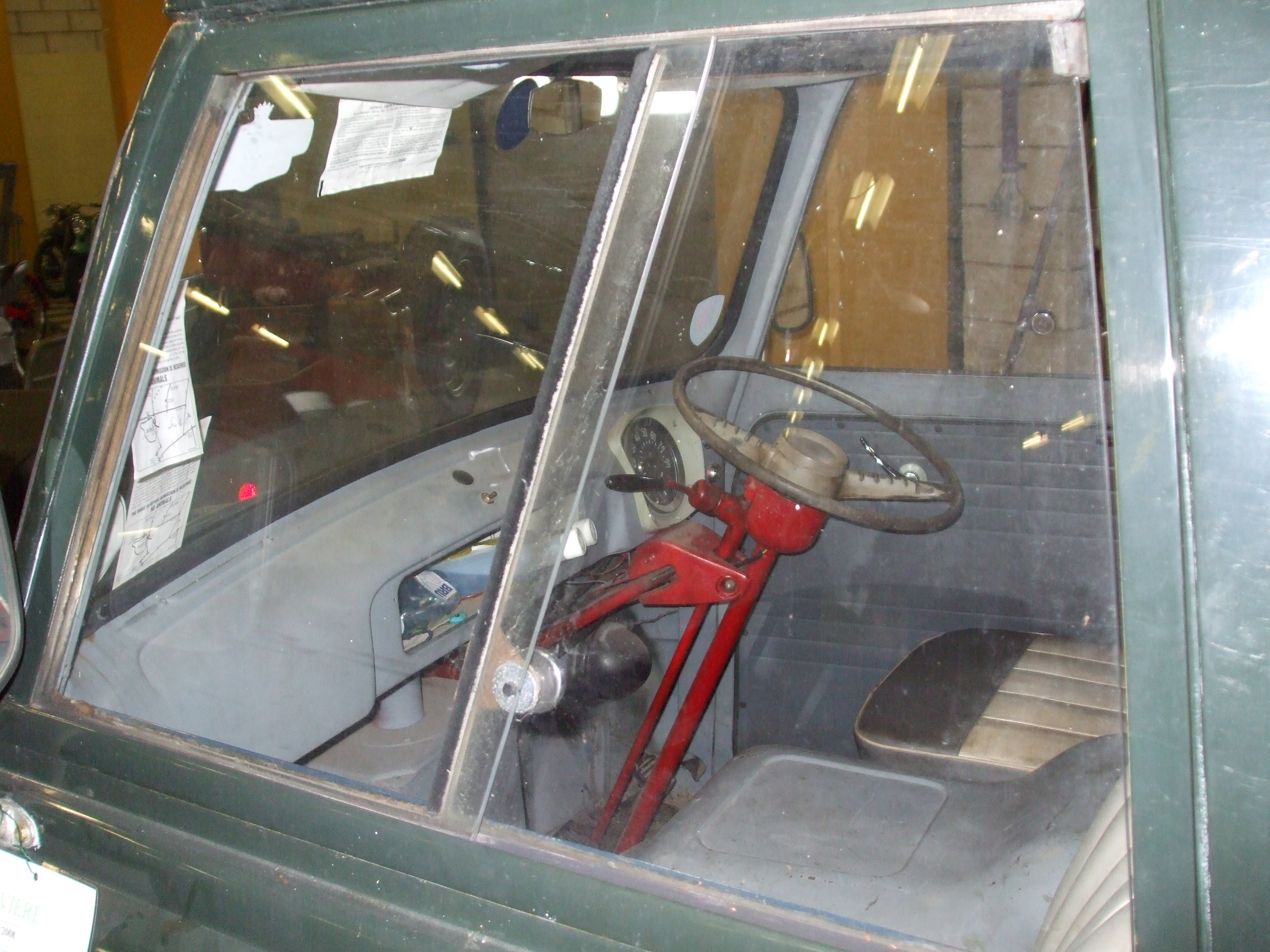

Взявши ініціативу в дизайні від батьківської компанії в США, було прийнято рішення про нову серію двигунів 10/12/15 cwt, яка вже давно назріла, і матиме переднє управління на базі того самого шасі «аутригерів». Щодо цього «аутригерного шасі», варіанти кабіни та вітрового скла шасі (згодом описані як «відкрита» спинка) відрізнялися від моделей кузовів фургонів, універсалів та експрес-автобусів (згодом описаних як «закрита» спинка) моделями додавання додаткової задньої поперечної балки для підтримки кронштейна запасного колеса та для закриття задніх кінців рогів шасі. На «закритих» задніх моделях природа задньої частини кузова означала, що для цієї мети задню поперечину можна не використовувати.
Ще одна незначна відмінність між моделями з «відкритою» спиною проти «закритої» — спосіб кріплення кузова до шасі. На моделях із «відкритою» задньою частиною опори заднього шасі були сконструйовані таким чином, щоб приймати власний кузов клієнта, прикріплений за допомогою зварених затискачів або безпосередньо болтів. Цей кузов, будь то пікап або, скажімо, кузов автомобіля швидкої допомоги, як правило, додає додаткову стабільність задньому шасі, однак не слід вважати його необхідним, оскільки конструкція шасі сконструйована так, щоб бути досить міцною без нього. Щоб полегшити переобладнання, моделі з «відкритою» задньою частиною мали кузов кабіни, який кріпився до шасі болтами, і тому його можна було легко зняти під час переобладнання, забезпечуючи кращий доступ до шасі під ним.
З часів появи перших вантажівок Model T у Ford Motor Company завжди були транспортні засоби популярної категорії 10/15/20 х.т., хоча швидкісна 15-х ц. через рік або близько того лише фургон E83W 10 cwt був доступний одразу після війни, тоді як Морріс мав свою 10-кузовну модель Y і PV 15/20 cwt, обидва були довоєнної конструкції. Commer зберіг свій фургон потужністю 8 кВт, який було оновлено в 1947 році, а також більший фургон потужністю 25 кВт, тоді як Остін виготовив фургон потужністю 10 кВт, а потім скоротив розрив між більшими вантажівками, представивши 25-контурний фургон у 1947 році. Trojan також були там зі своїм 15-кузовним фургоном, у той час як у Bedford були PCV 10/12 cwt і K 30-кузовний фургон, тому в цій особливо прибутковій частині ринку було багато різноманітності.

## Двигуни
- 1.7 L 53/55 к.с.
- 1.6 L 42 к.с. (diesel)